# Dacrycarpus dacrydioides
Dacrycarpus dacrydioides (maorsky kahikatea) je dvoudomý jehličnatý strom z čeledi nohoplodovitých a rodu Dacrycarpus, který je endemitem Nového Zélandu. S běžnou výškou přes 50 m a výjimečně k 60 m se jedná o největší původní stromy Nového Zélandu. Běžně se dožívají 450 let, mohou se však dožít i více než 700 let.

## Taxonomie
Strom se řadí do rodu Dacrycarpus a čeledi nohoplodovitých. Binomické jméno Dacrycarpus dacrydioides je řeckého původu. Rodové jméno je složeninou slov dacron („slzy“) a carpus („ovoce“), což by se dalo volně přeložit jako „ovoce slzovitého tvaru“. Druhové jméno je založeno na názvu rodu jehličnatých stromů Dacrydium a slovu oides („připomínat“, „podobat se“), volně přeloženo jako „připomínající Dacrydium“.
Anglicky se strom někdy označuje jako White Pine, čili „bílá borovice“, což je poněkud matoucí, protože se nejedná o borovici. Maorský název stromu je kahikatea, někdy zkráceně jen katea. K dalším maorským názvům stromu patří kaikatea, koroī, kōaka a kahika.

## Popis
Jehličnatý, dvoudomý, statný strom s běžnou výškou kolem 50 m, výjimečně i přes 60 m. Nejvyšší známý jedinec se nachází v lesoparku Pirongia v regionu Waikato; se svou výškou 66,5 m představuje nejvyšší zaznamenaný původní strom Nového Zélandu.
Kmen je úzký a rovný a na svou délku relativně hladký. Ve spodní části bývá rozšířený, někdy s odhalenými silnými kořeny. Kmen dosahuje průměru 1,5 m a jeho povrch pokrývá šupinovitě se odlupující světle až tmavě šedá borka. První větve se často nachází až vysoko nad zemí, v cca třetině až polovině délky kmene či případně ještě výše.
Olistění je zelené až červené. Tvary a uspořádání jehliček jsou rozdílné u juvenilních (cca 1–2 m), částečně dospělých a plně dospělých jedinců. Juvenilní jedinci mají dlouhé a úzké jehličky, které jsou jemně zakřivené s ostrým zakončením. Jejich délka dosahuje 7 mm a šířka 1 mm a jsou uspořádány víceméně dvouřadě podél tenkých svěšených větviček, které často směřují nahoru (u dospělců směřují spíše do stran nebo dolů). Takřka dospělí jedinci mají jehličky mnohem kratší, pouze okolo 4 mm, a jejich uspořádání okolo větviček nabírá spirálovitý charakter. Jehličky u dospělých stromů jsou plně spirálovité, u kořene zploštělé, pouze 1–2 mm dlouhé a jsou natlačeny podél větvičky mnohem hustěji, než u částečně dospělých jedinců. Jehličky se částečně překrývají a u dospělců spíše připomínají malé šupinky. I když jsou zašpičatělé, jsou jemné na dotek (rozdíl oproti Dacrydium cupressinum, které jsou na dotyk pichlavé). Všechny tři typy olistění mohou být přítomné ve stejnou dobu na tomtéž jedinci.
Rozdíl v různých stádiích věku je patrný i u tvaru koruny. Sazenice stromu jsou poněkud rozcuchané bez výraznějšího tvaru. Postupem let však koruna nabere výrazný kuželovitý tvar, který slábne s věkem. Během dospělosti koruna nabírá úzký tvar, a v závěrečné fázi života stromu dojde k výraznému ztloustnutí větví, které pod vlastní tíhou poklesnou do více horizontální polohy, čímž se koruna stává širší a otevřenější.
Samčí šišky jsou oválné, 10 mm dlouhé, umístěné na konci větviček. Pokud přítomná, černá zakulacená semínka sedí na větším oranžovém či červeném ovoci představujícím květní lůžko (odtud odborný název nohoplodovitých Podocarpaceae, což ve volném překladu znamená „semínko s nohou“ narážející na tvar semínka a lůžka připomínající nohu). Pyl je světle žlutý. Počet chromozomů 2n = 20.

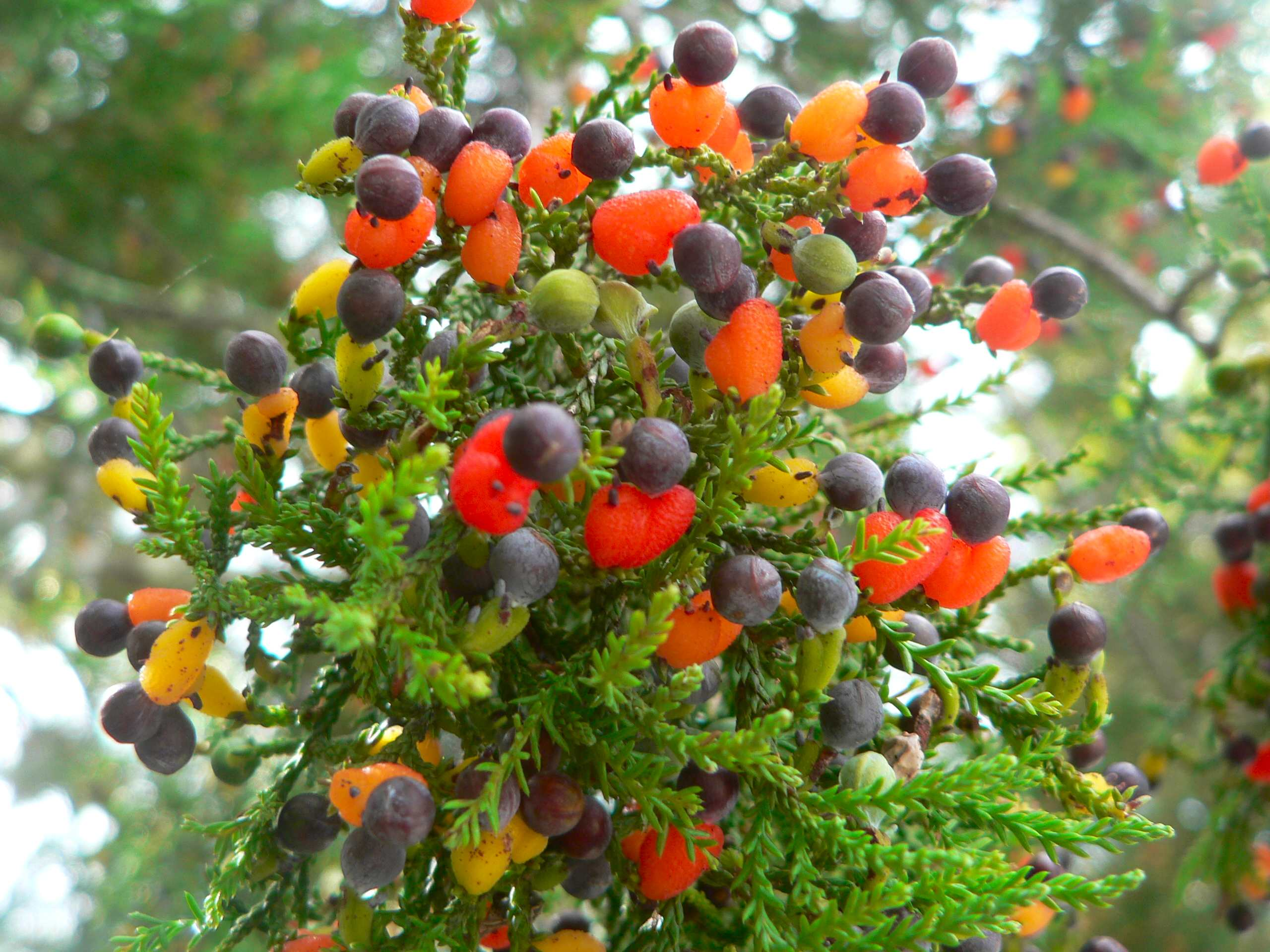
Oranžové ovoce s černými semínky
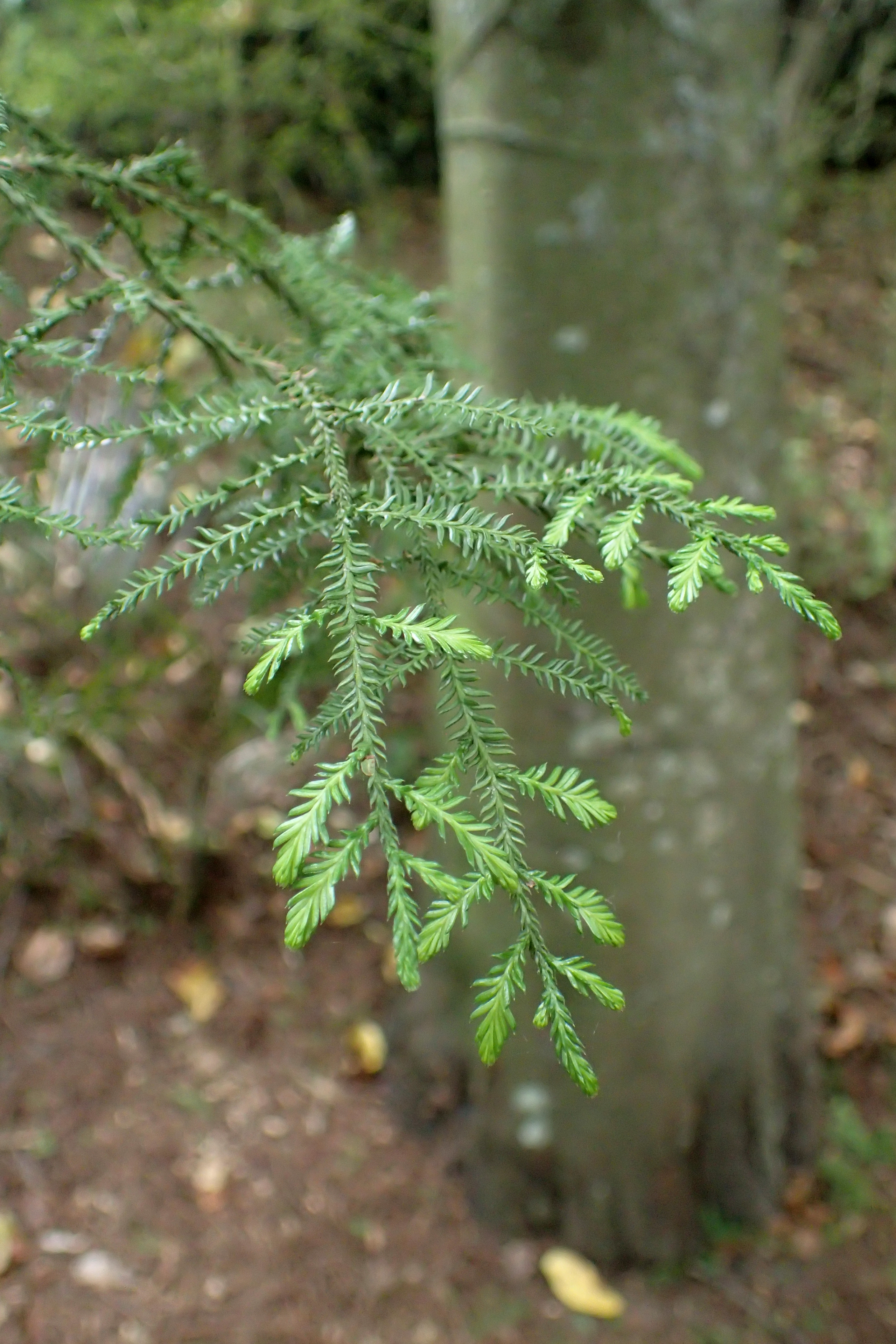
Jehličky juvenilního jedince
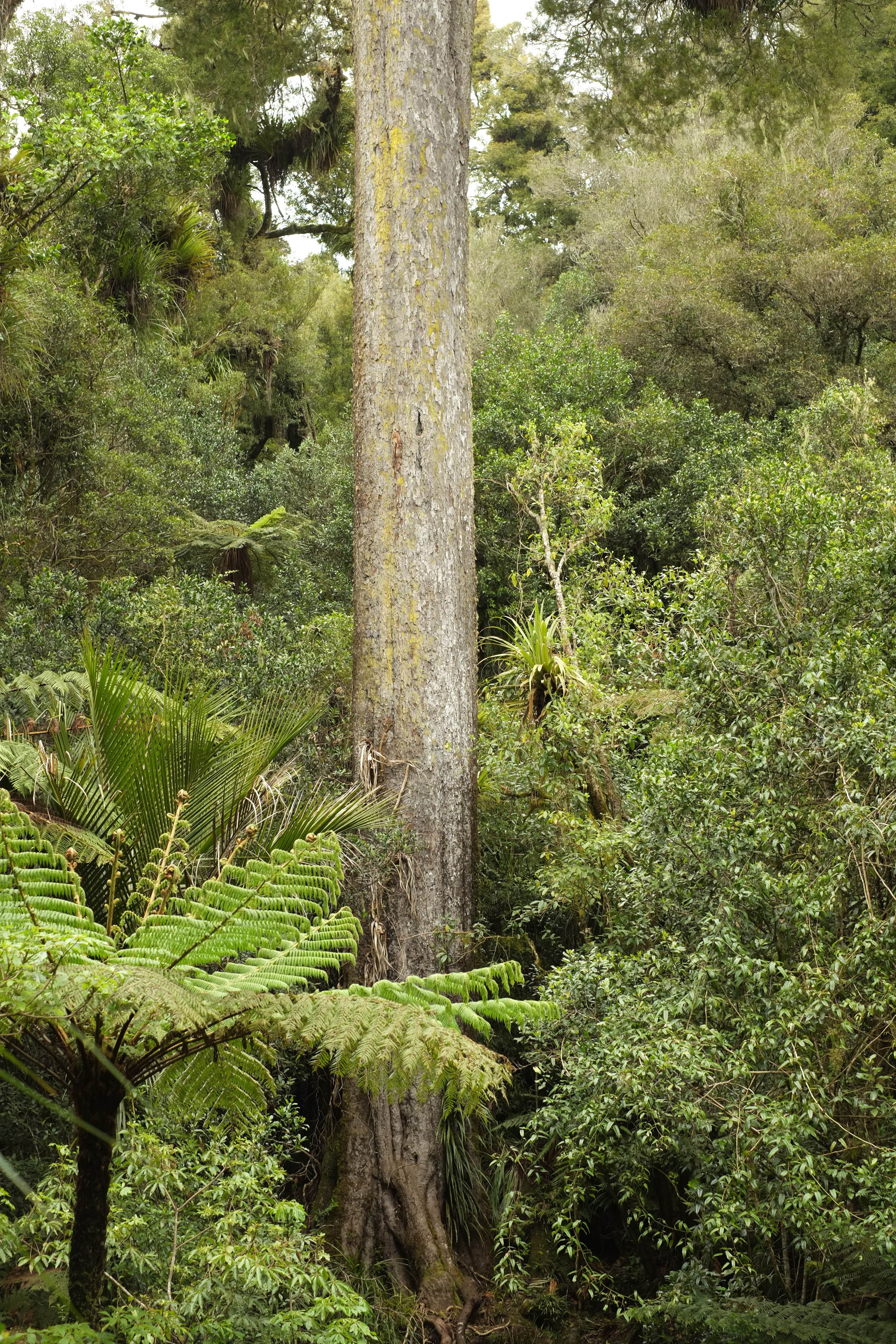
Šedavě zbarvený kmen stromu

Stromy se běžně dožívají 450 let, mohou však žít i déle. Nejstarší jedinec měl podle odhadů 716 let.

## Rozšíření

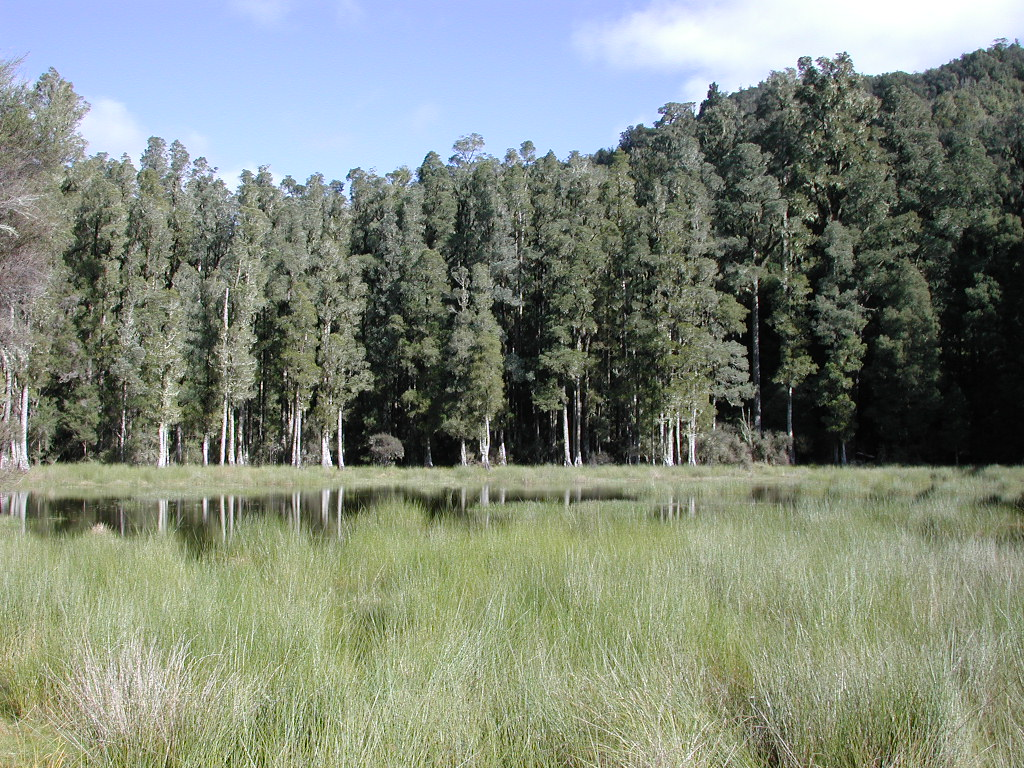
Jezírko Arohaki s lesem na pozadí, jemuž dominuje Dacrycarpus dacrydioides

Dacrycarpus dacrydioides roste pouze na Novém Zélandu, a to na všech třech hlavních ostrovech (Severní, Jižní, Stewartův). V minulosti se jednalo o jeden z nejrozšířenějších novozélandských stromů, avšak po odlesnění většiny území se souvislý les druhu zdržuje hlavně ve Westlandu a planinách Hauraki v Northlandu. Samostatně stojící jedince či stromy v menších skupinách lze často spatřit uprostřed farmářkých luk, kde slouží dobytku jako přirozená ochrana před sluncem v parných letních měsících.

## Význam a využití
Ovoce stromu je šťavnaté a nasládlé s mírnou borovicovou příchutí. Ovoce bylo hojně využíváno Maory k přímé spotřebě. Vzhledem k absenci větví v dolní části stromu však nebylo lehké se k bobulím dostat a Maorové si vážili jedinců ze svých řad, kteří dovedli na strom vylézt a sesbírat bobule do proutěných košíků, které byly poté spuštěny dolů na lanech. Mezi Maory se dokonce traduje přísloví, které naráží na nebezpečnost lození po stromech:
| „                  | Statečný muž, který leze po stromech, je potravou jejich kořenům. | “ |
| — Maorské přísloví |                                                                   |   |

Alternativou pro sběr bobulí bylo jejich setřepání na pletené koberce (typicky z lenovníku) a následné sesbírání do košíků, avšak to bylo možné pouze u mladších stromů. Bobule jsou oblíbenou potravou holubů maorských, na které Maorové nastražovali pasti vysoko v korunách. Vedle holubů na bobulích hodují mj. i tui zpěvný, nestor kaka a celá řada dalších místních ptáků. Evropští osadníci využívali bobule k výrobě piva.
Maorové hojně využívali strom pro lékařské účely. Odvar z kůry, případně i dřeva, se pil při léčbě kožních nemocí a žluči a na léčbu močových cest.
Dřevo stromu je bez zápachu, velmi odolné a lehké. Již Maorové si ho pro tyto vlastnosti cenili. Dřevo stromu bylo nejoblíbenějším materiálem pro výrobu dřevěných kopí na chytání ptáků i tradičních kánoí. Ze spáleného jádrového dřeva se získával pigment, který byl používán pro maorská tradiční tetování (tā moko). Evropští osadníci používali dřevo různé dekorativní účely interiérů, avšak pro venkovní použití se příliš nehodilo, protože začalo brzy hnít. Zcela nejčastěji bylo dřevo využíváno na výrobu krabic na máslo, které se exportovalo do Evropy v kostkách vážících 56 liber (25 kg).

## Ohrožení

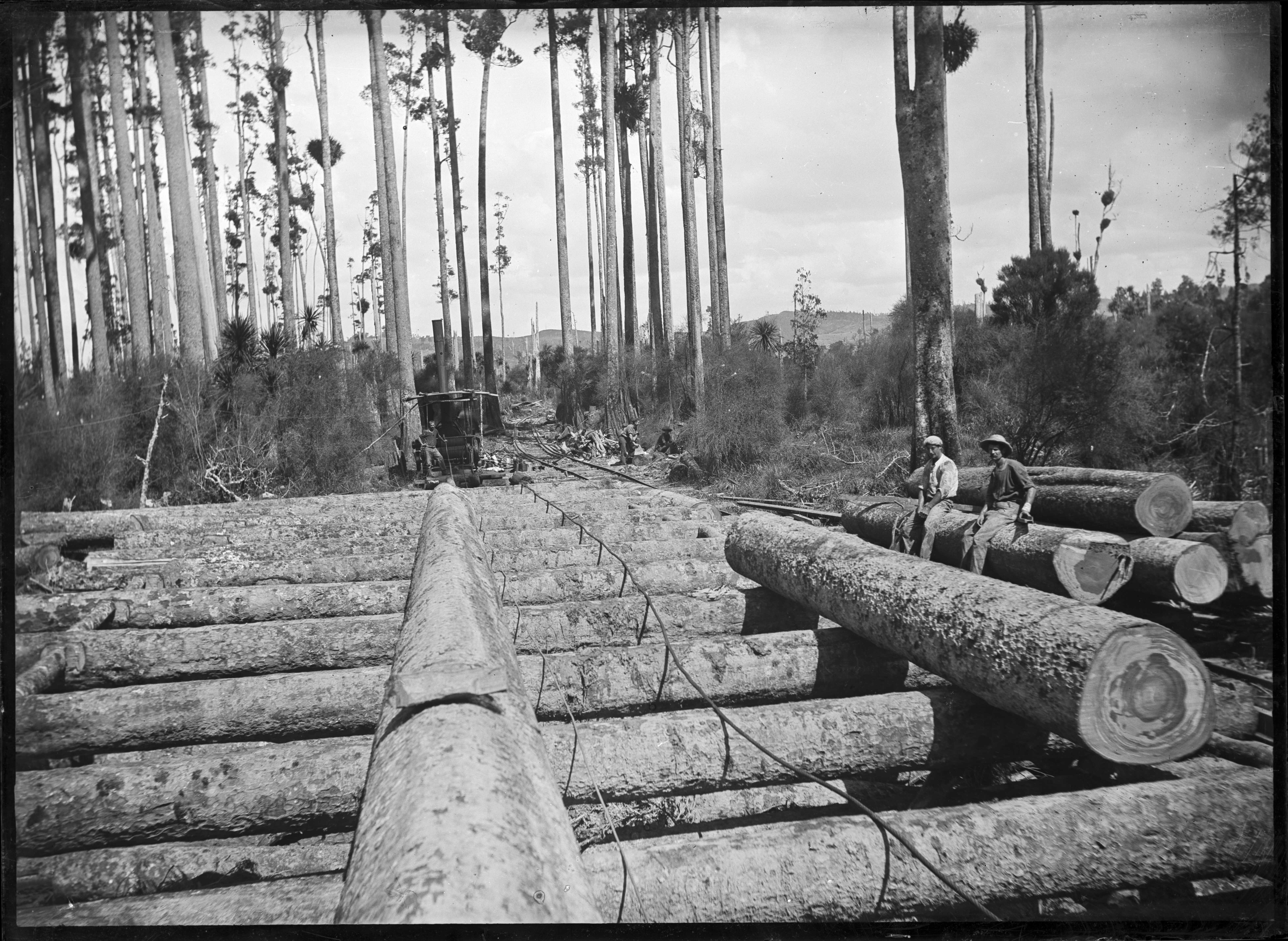
Kmeny Dacrycarpus dacrydioides připravené ke zpracování (1911, Hikurangi, Northland)

Novozélandské nížinaté (podokarpové) lesy, v nichž Dacrycarpus dacrydioides tvořil jednu z dominantních dřevin, zaznamenaly dvě vlny odlesňování. První přišla s příchodem Polynésanů (později známí jako Maorové) koncem 13. století, kteří začali s vypalováním lesů ve velkých měřítkách (především na Jižním ostrově). Odhaduje se, že Maorové odlesnili kolem 50 % nížinatých pralesů. Další vlna odlesňování nastala ve 40. letech 19. století, kdy na Nový Zéland začali hromadně proudit evropští kolonizátoři. V „nově“ ustanovené zemi neexistovaly restrikce, které by zabraňovaly v kácení původních pralesů, a tak lesy byly káceny, dřevo zpracováno, a spodnější lesní patra byla vypalována za účelem získání farmářské půdy. Odlesňování dosáhlo vrcholu před první světovou válkou. Lesy s dominantním druhem Dacrycarpus dacrydioides patří k nejvíce zredukovaným lesům na Novém Zélandu, i když určit přesné procento redukce je komplikované. Organizace Forest and Bird odhaduje, že Nový Zéland je nyní pokryt původními lesy na necelých 23 % celkové plochy, přičemž původně byl zalesněn až z 85 %.
Druh není plošně chráněn, k ochraně dochází pouze na geograficky ohraničených územích jako jsou národní parky a přírodní rezervace (např. v nížinatém regionu Waikato, tradiční výspě druhu, je chráněno pouze kolem 15 % z celkové populace stromů Dacrycarpus dacrydioides). Z tohoto důvodu stromům hrozí další kácení, i když hrozba úplného vymizení aktuálně nehrozí. Vedle kácení představují pro stromy hrozbu invazní druhy rostlin a introdukované druhy savců. Na sazenicích hodují zajíci a králíci. Na jaře a v létě na stromu s oblibou hodují kusu liščí. Na stromy má negativní vliv i dobytek, kozy a jeleni.